# Farvel farvel
|  | Denne artikel er oprettet af botten PalnaBot ud fra en ekstern database. Den kan derfor have sproglige fejl eller mangler. Denne skabelon kan fjernes efter kontrol af indholdet. |

Farvel farvel er en børnefilm fra 1994 instrueret af Klaus Kjeldsen efter manuskript af Klaus Kjeldsen.

## Handling
Børn transporteres på cykler. I biler. Til fods. Rygsække. Små hænder i store. Lyse børn og mørke børn. Det daglige farvel i udflytterbørnehaven. Et tilbagevendende ritual. Smil og latter. Og gråd. En bamse, en sut, medbragt legetøj. Kys. Gråd igen. Og igen smil. Forventningsfulde ansigter. Bussen ankommer. Store farvelvink til små væsener. »Farvel, farvel« er et lille lyrisk, dokumentarisk stemningsbillede fra et af hverdagens små hjørner, som både små og store kan nikke genkendende til.